# Сулица (село)
Сулица (болг. Сулица) — село в Болгарии. Находится в Старозагорской области, входит в общину Стара-Загора. Население составляет 156 человек.

## Политическая ситуация
Сулица подчиняется непосредственно общине и не имеет своего кмета.
Кмет (мэр) общины Стара-Загора — Светлин Танчев (Граждане за европейское развитие Болгарии (ГЕРБ)) по результатам выборов в правление общины.